# Окулярник бурий

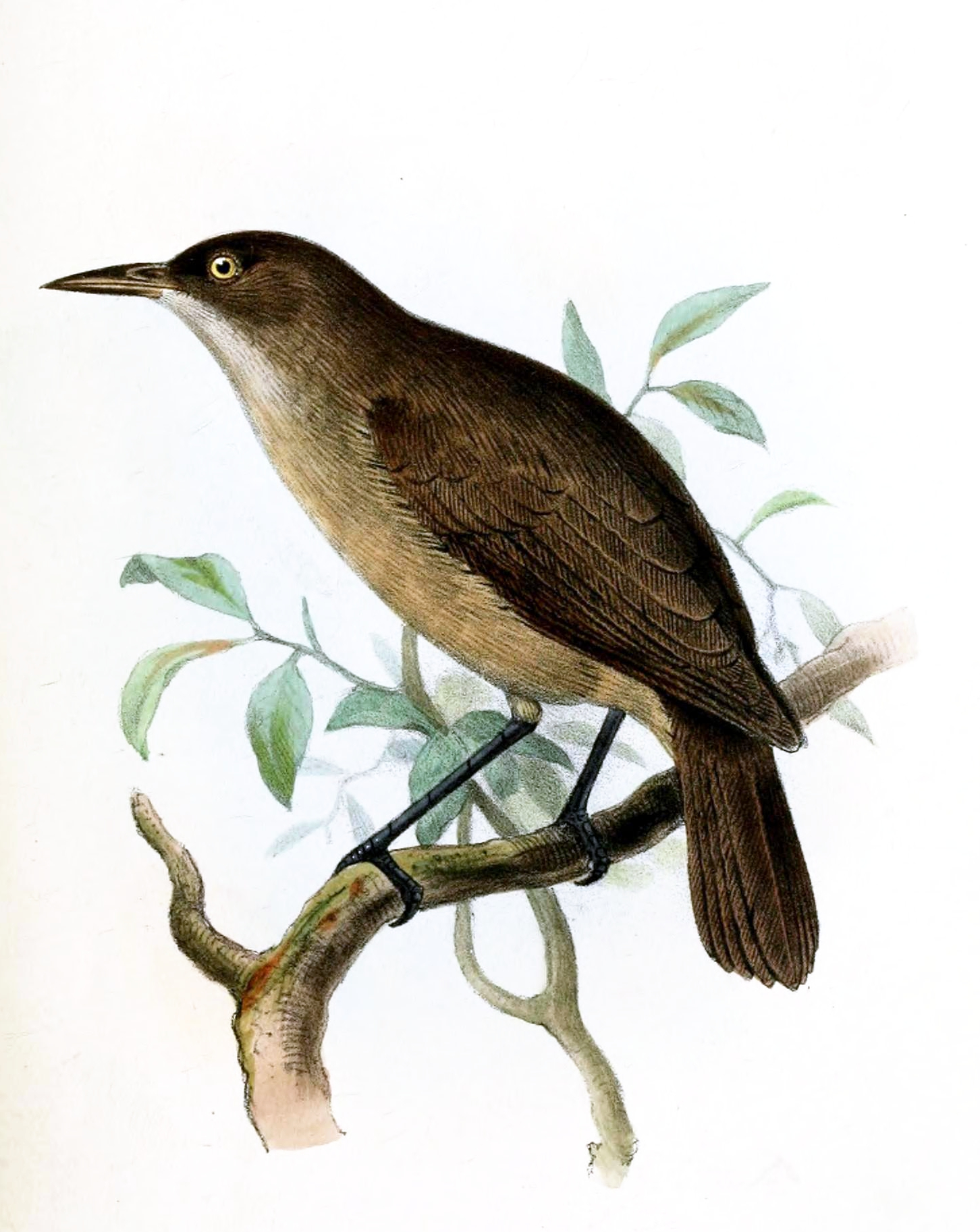
Бурий окулярник

Окулярник бурий (Zosterops finschii) — вид горобцеподібних птахів родини окулярникових (Zosteropidae). Ендемік Палау. Вид названий на честь німецького етнографа, орнітолога і мандрівника Отто Фінша.

## Поширення і екологія
Бурі окулярники є ендеміками Каролінських островів. Вони живуть в тропічних лісах.